# 鼠先輩
鼠先輩（ねずみせんぱい、1973年4月5日 - ）は、日本のムード歌謡歌手、俳優、タレント。岡山県赤磐市（旧赤磐郡山陽町）出身。出生地は大阪府堺市。

## 来歴
大阪府堺市に生まれ、3歳ごろまで過ごしたのち、岡山県に転居。赤磐市立高陽中学校卒業。
1990年、岡山県立備作高等学校を中退後、大阪で3年から4年ほど過ごし、プロの歌手を目指してボーカルスクールに通いはじめる。この頃THE BLUE HEARTSのコピーバンドを結成、後にバンド名を「スペルマギャング」（ただし『徳光和夫の感動再会"逢いたい"』では「Sギャング」と表記された）とし、NHK主催の『BSヤングバトル』全国大会に出場する。出場後間もなくしてバンドは解散。
高校を中退して岡山にいた18歳の頃には、3歳年上の彼女が音楽の勉強のために上京した。
1993年ごろ、歌謡歌手を目指しバンド活動を本格化、20歳のときにインディーズ事務所に所属し、彼女を追いかけるため東京に転居、数々のアルバイト経験をする。地元の彼女と別れる際には「30歳になる10年後の8月1日、昼の12時に東京タワーの下で会おう」と約束を交わしていた。それ以降連絡を取っていなかったが、約束の2003年8月1日に、東京タワーの下に朝から待ち続けていると夕暮れごろに彼女と再会を果たす。そこで彼女に告白するが断られた。このエピソードを題材にして作った歌が『六本木〜GIROPPON〜』である。CDデビューを機に彼女に再度告白し、のちに結婚する。
2008年、ユニバーサルより歌手デビュー、デビュー曲『六本木〜GIROPPON〜』がジェロの「海雪」を抜いてレコ直の着うた歌謡・演歌チャートで1位となった。コミカルな振付も話題になった（振付は西田一生（西田プロジェクト）が担当）。同曲は最終的に200万ダウンロード以上を記録した。
2009年、自身がボーカルを務めるバンド「THE SUPER RATS」を結成するも、同年6月3日、年内での芸能界引退を表明。12月31日、東京ジョイポリスカウントダウンライブで引退。のちに、引退表明はCDを売るためのプロモーションであったと振り返っている。
2010年5月3日、KINCHOからCMのオファーがあり芸能界復帰。12月、鼠&.SeikoとしてCD『夢のあいだ』をリリース。
2011年、『愛幻蝶 嬢王への道』（R15指定）で監督デビュー。
2013年、東京都歌舞伎町に「新宿ネズミーランド」を開店。
2017年5月、東京都東村山に「BAR東村山飲鼠（のみーまうす）」を開店（現在は閉店）。
2018年に東村山市久米川にカラオケバー「ボンズラボ」を開店。
2022年5月31日、14年ぶりに新曲のリリースをすると発表し、「ありがとさん」「ピピポ体操」「ピピポ体操・英語バージョン」の3曲を同時デジタルリリースした。

## エピソード
- 身長177cm。 既婚。
- 芸名の由来は中華料理店で働いていた際、やることなすこと空回りだったことがハツカネズミを連想させたため、上司から「ネズミ」、後輩からは「ネズミ先輩」と呼ばれたことから。本人はこの呼び名が印象に残り、デビュー時はこれ以外の芸名を考えていなかった[9]。
- 芸名が「鼠先輩」であるため、先輩歌手にも「先輩」と呼ばれることが多く、本人は「想定外だった」と語っている。ただ、好きな女優に「先輩」と呼ばれるのは嬉しいと語る。
- パンチパーマにヤクザ風スーツというファッションは、現役時代の山本浩二、衣笠祥雄の私服ファッションを意識したもの[10]であるが、実際は「面倒だから」という理由でパンチパーマそのものは嫌っている。
- 2008年12月29日付でライブドア社長に就任。YouTubeやニコニコ動画で自ら動画を公開していたが、翌年1月4日付で辞任。のちに就任から退任までの顛末は「ネタのようなものだった」と振り返っている。
- 絶頂期の最高月収は1200万円だったという[5]。

## ディスコグラフィ

### シングル
- 六本木〜GIROPPON〜
タイトルのGIROPPON（ギロッポン）は六本木を逆さにした業界用語。プロモーションビデオは4種類ある。
2008年7月7日付オリコンシングルチャート初登場13位（歌謡・演歌部門1位）。
歌詞中にでてくる「ぽ」の数は215回。
- おいた（2008年9月3日）
- 天狗（2008年11月19日）
自虐的な歌詞の内容。
- おかね（2009年6月17日）
- ありがとさん（2022年6月18日）
- ピピポ体操（2022年6月18日）
- ピピポ体操【英語バージョン】（2022年6月18日）

### アルバム
| 枚  | 発売日         | タイトル                              | 規格品番            | 最高位 |
| --- | -------------- | ------------------------------------- | ------------------- | ------ |
| 1st | 2008年12月17日 | ベストヒット☆コレクション-2008〜2008- | UPCH-9444 UPCH-1635 | 255位  |

- ベストヒット☆コレクション-2008〜2008-（2008年12月17日）
ベストアルバム仕様のタイトル。

## テレビ

### バラエティ
- 日本テレビ
  - ラジかるッ
  - 浜ちゃんと!
  - オジサンズ11
  - スッキリ!!
  - THE M
  - 音楽戦士 MUSIC FIGHTER
  - 日本史サスペンス劇場 悲劇の女2時間スペシャル
- TBS
  - 悪魔の契約にサイン
  - ザ・イロモネア
  - 明石家さんちゃんねる
  - キズナ食堂「一発屋夏物語」
- フジテレビ
  - 笑っていいとも!
  - ショーパン
  - なべあちっ!
  - run for money 逃走中
  - カトパン
- テレビ朝日
  - 美しき青木・ド・ナウ
  - アドレな!ガレッジ
  - 超タイムショック 芸能人最強クイズ王決定戦3
  - クイズ雑学王
  - 草野☆キッド
- テレビ東京
  - ミリオン家族
- 朝日放送

### ドラマ
- ロト6で3億2千万円当てた男 最終回「衝撃の実話!! 大逆転の結末」（2008年9月5日） - 刑事
- 牙狼〈GARO〉-GOLDSTORM- 翔 第1話 剣（2015年4月） - ドライバー
- テレビせとうち開局30周年記念ドラマ「がんばれ!ホワイトピーチーズ」（2015年12月20日、テレビせとうち）[11]

## 映画
- 天然華汁さやか（2009年7月4日）
- ふみだい食堂（2013年7月25日公開） - 主演・間々田店長
- いっツー THE MOVIE（2014年）
- いっツー THE MOVIE 2（2014年）
- 新宿パンチ（2018年12月1日、AMGエンタテインメント） - 新人スカウトマン

## Vシネマ
- 愛幻蝶 嬢王への道（2011年2月2日、アルバトロス） - 監督・出演
- 虎狼の大義（2013年） - 翔仁会組員 山崎

## CM
- 東京ジョイポリス（2008年7月19日 - 8月31日）
- ユーポス（2009年2月 - 不明）
- 大日本除虫菊金鳥「蚊がいなくなるスプレー」（2010年） - ダンディ坂野と共演
- タクミ電機工業（秋田県ローカル、2024年 - )

## インターネット番組
- 小力の小部屋　第134回（2012年11月29日、マシェリバラエティ、ニコニコ生放送、スカパー!275ch） - 長州小力と共演。

## YouTube
- 鼠先輩公式YouTubeチャンネル「逆R指定小学校」（2021年）